# چارلز تیلور (فیلسوف)
چارلز تیلور (به انگلیسی: Charles Taylor) (متولد ۵ نوامبر ۱۹۳۱ میلادی) فیلسوف سیاسی، اجتماعی و تاریخی، اهل مونترآل کانادا است. وی از شارحان هگل و ناقدِ مدرنیته است و بعضی او را در جرگهٔ اجتماع‌گرایان قرار داده‌اند. رورتی او را در میان مهم‌ترین دوجین فیلسوفانی که اکنون می‌نویسند می‌دانست.
تیلور استاد فلسفه دانشگاه مک‌گیل کانادا است و در سال‌های ۱۹۷۵ و ۱۹۸۹ کتاب‌های «هگل» و «منابع خودشناسی» را نوشته‌است. او کاتولیک است و اعتقاد دارد بدون وجود خدا زندگی معنایی ندارد. وی در سال ۲۰۰۷ برندهٔ جایزهٔ ۱٫۵ میلیون دلاری تمپلتون برای تحقیق و پیرامون واقعیت‌های معنوی و تقریب میان ادیان و در سال ۲۰۰۸ برندهٔ جایزهٔ سالانهٔ بنیاد کیوتو برای تلاش در زمینهٔ فلسفه و هنر شد.
یکی از مهم‌ترین آثار وی کتاب عصری سکولار است که برنده جوایز متعدد به خصوص نهادهای کلیسایی در غرب شد. برخی آثار تیلور به زبان فارسی ترجمه شده‌است.

## برخی از آثار
- تبیین رفتار، ۱۹۶۴
- هگل، ۱۹۷۵

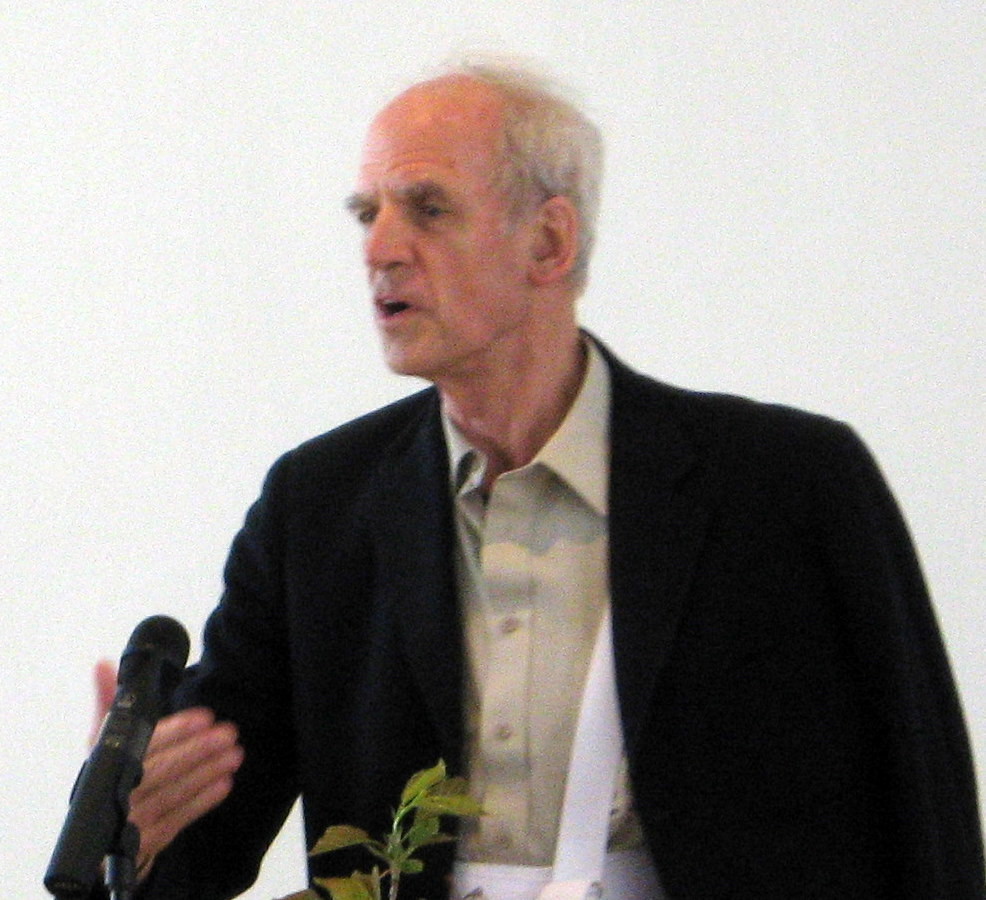
چارلز تیلور در حالِ سخنرانی، ۲۰۰۷

- هگل و جامعهٔ مدرن، ۱۹۷۹، ترجمه منوچهر حقیقی‌راد، نشر مرکز
- سرچشمه های خود: شکل گیری هویت مدرن، ۱۹۸۹
- کسالت مدرنیته (بازنشر در آمریکا تحت عنوان اخلاق اعتبار)، ۱۹۹۲
- چندفرهنگی: بررسی سیاست به‌رسمیت شناختن، ۱۹۹۴
- استدلالات فلسفی، ۱۹۹۵
- مدرنیتهٔ کاتولیک؟، ۱۹۹۹
- اقسام ادیان امروز: دیدار مجدد با ویلیام جیمز، ۲۰۰۲ (این کتاب با عنوان تنوع دین در روزگار ما و با ترجمه مصطفی ملکیان از سوی نشر شور در ایران منتشر شده‌است)
- تصورات اجتماعی مدرن، ۲۰۰۴ (گسترش‌یافتهٔ یکی از بخش‌های کتاب عصری سکولار)
- عصر  سکولار، ۲۰۰۷ ( این کتاب در سال ۲۰۲۲ با عنوان «عصر سکولار  » و با ترجمه علی رضا پاک نژاد از سوی انتشارات روزگار پگاه‌نو در ایران منتشر شده‌است)
- سکولاریسم و آزادی وجدان (همراه با جاسلین مکلور)، ۲۰۱۱ (ترجمه مهدی حسینی، چاپ اول ۱۳۹۹، نشر روزبهان)
- حیوان زبان‌مند، شکل کامل ظرفیت زبانی انسان: ۲۰۱۶
- زندگی فضیلت‌مند در عصر سکولار، ترجمه فرهنگ رجایی، نشر آگاه